# Fucsina àcida
La fucsina àcida (també anomenada Violeta Àcida 19 i C.I. 42685) és un colorant acídic magenta. La fórmula química és C20H17N3Na2O9S3. La fucsina àcida s'utilitza en histologia, en les tincions de Gram - de Van Gieson, i en el colorant tricròmic de Mallory. Aquest mètode s'utilitza freqüentment en seccions de teixits animals per distingir entre el múscul i el col·lagen.

## Resultats
Utilitzant fucsina àcida, el múscul es tenyeix de vermell, i el col·lagen de verd o blau, depenent del colorant que se seleccioni.
- Col·lagen: Blau fosc.
- Musculatura: Ataronjat
- Cromatina Roig, groc opac.